# Enstrom Helicopter Corporation
Enstrom Helicopter Corporation byl americký letecký výrobce založený v roce 1959 Rudolphem J. "Rudy" Enstromem v Menominee v Michiganu pod původním názvem R. J. Enstrom Corp. Společnost byla dislokována na letišti Menominee-Marinette Twin County Airport (ICAO kód: KMNM) a od 27. prosince 2012 ji vlastnila čínská skupina Chongqing Helicopter Investment Co., která ji odkoupila od švýcarských investorů. Jedním ze spolumajitelů byl i americký podnikatel a vynálezce Dean Kamen. V lednu 2022 společnost vyhlásila úpadek a 21. ledna ukončila činnost.
Firma se specializovala na výrobu vrtulníků.

## Přehled vyráběných strojů
| Vrtulník     | První let | Typ                                               |
| ------------ | --------- | ------------------------------------------------- |
| Enstrom F-28 | 1960      | víceúčelový / cvičný vrtulník                     |
| Enstrom 280  |           | víceúčelový / cvičný vrtulník, varianta typu F-28 |
| Enstrom 480  | 1989      | víceúčelový / cvičný vrtulník                     |

## Galerie

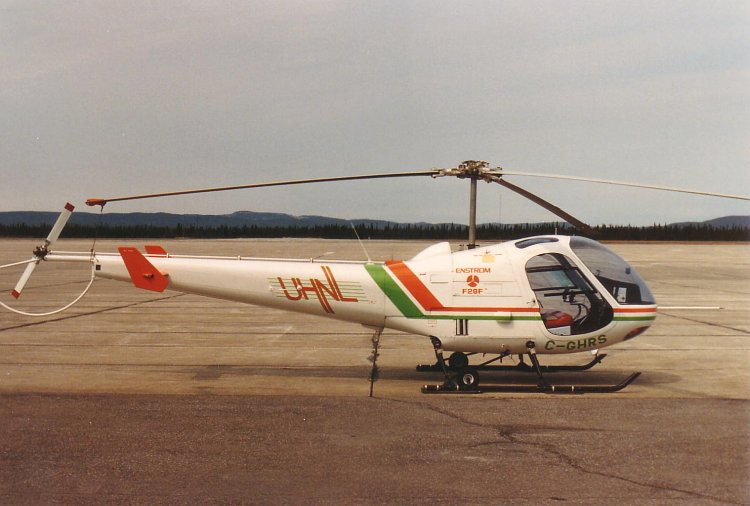
Enstrom F-28C
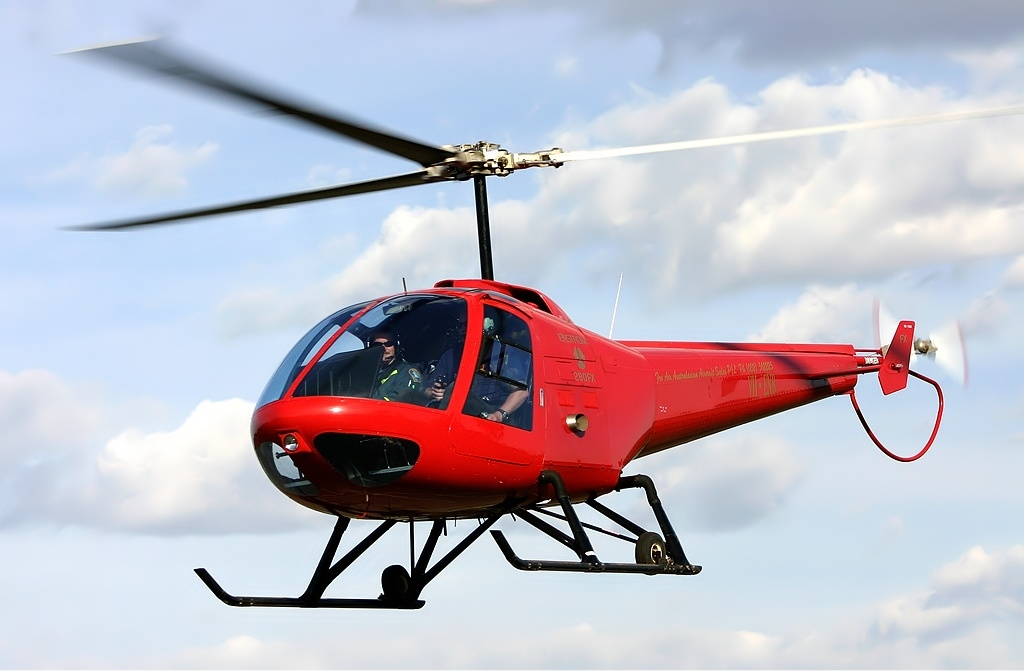
Enstrom 280FX
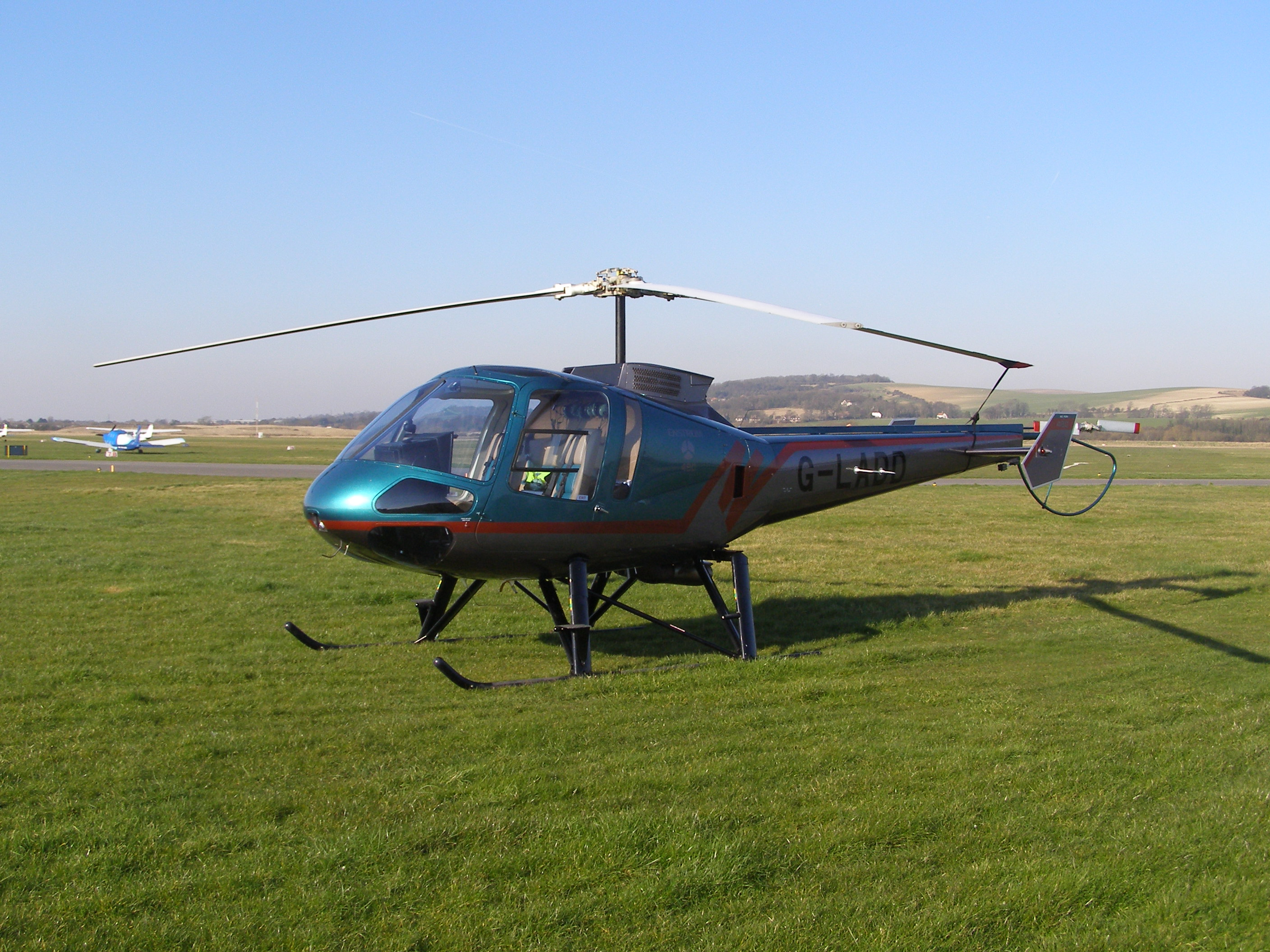
Enstrom 480
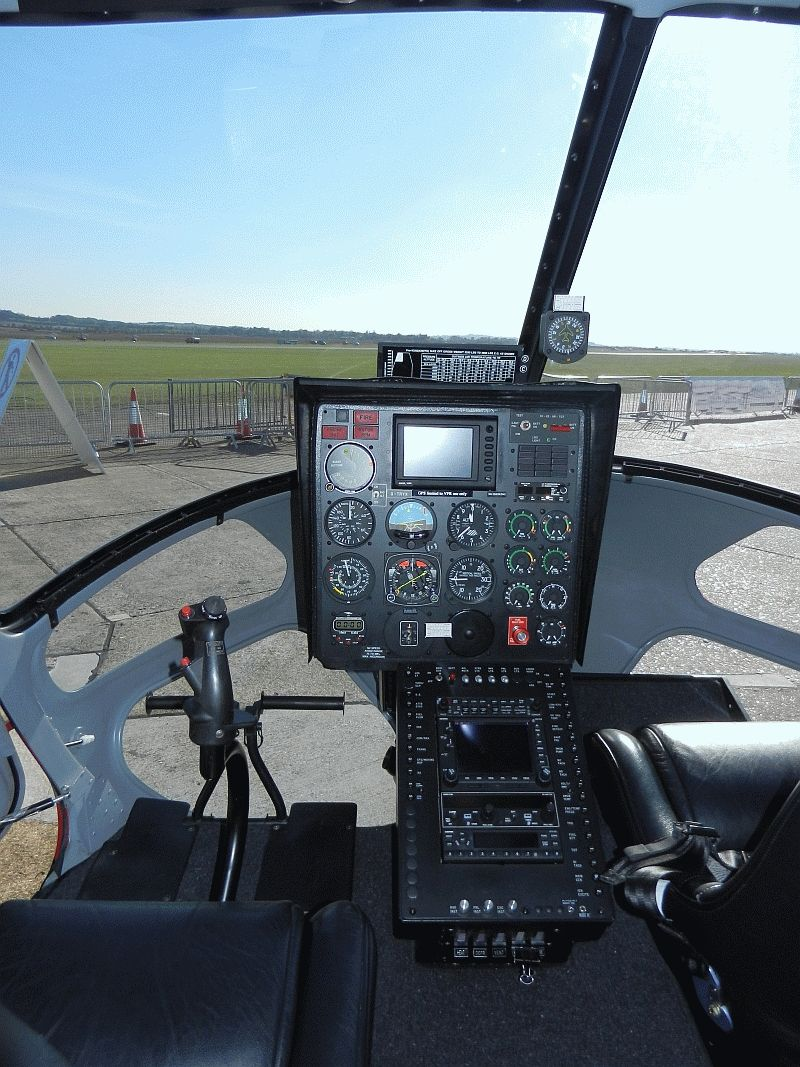
Kokpit stroje Enstrom 480